# سيلا (حورية)

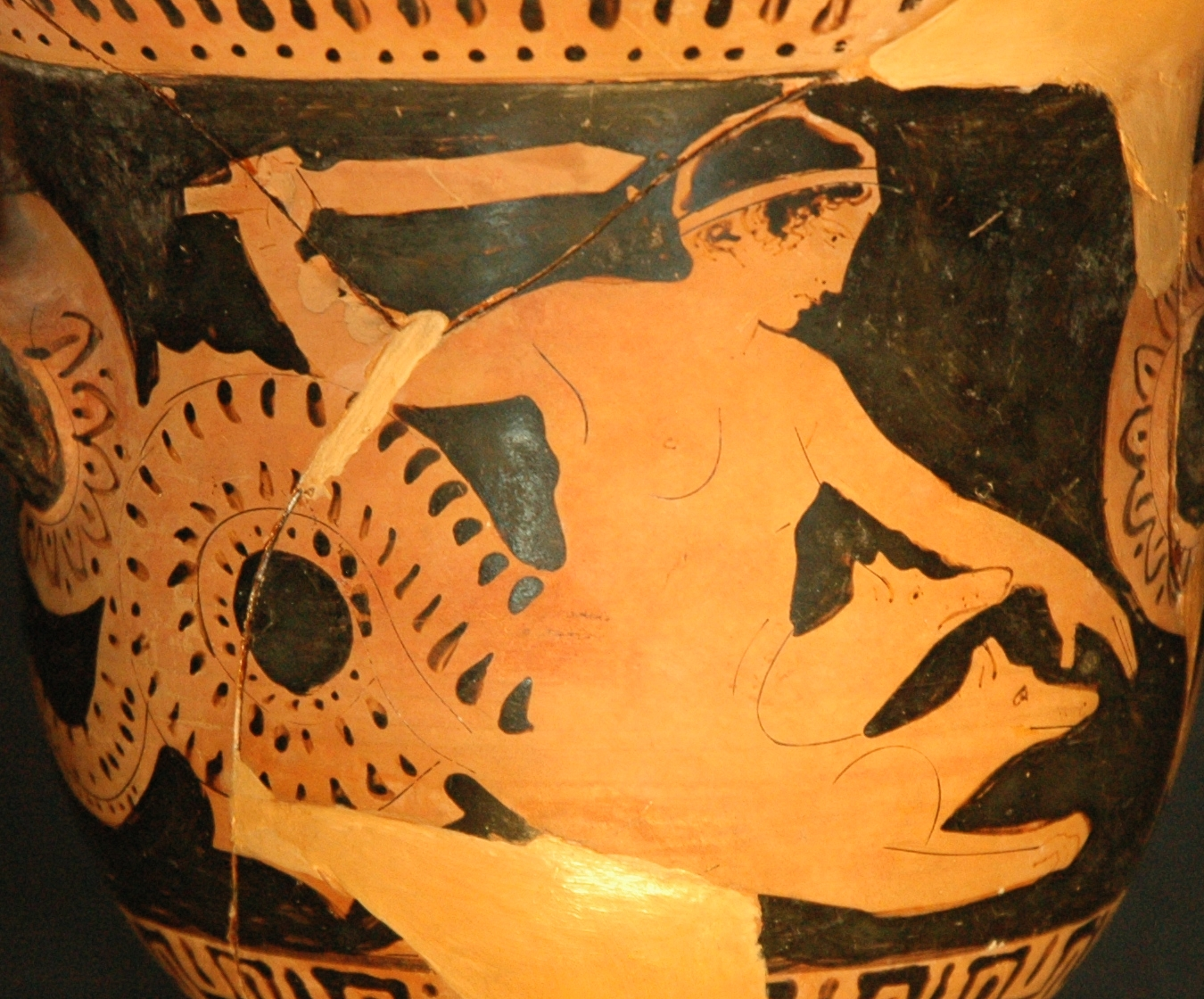
سيلا على اناء خزفي موجود في متحف اللوفر 450_425 ق م

سيلا حورية جميلة في الأساطير اليونانيّة. ذكر الشاعر الروماني أوفيد، كيف أنَ إله البحر جلاوكوس وقع في حب سيلا عندما رآها تمشي على شاطئ مضيق مسينا. ولكن سيلا لم تبادله الحب، ولذا ذهب جلاوكوس إلى الساحرة سيرسي طالبا المساعدة، فطلبت منه سيرسي أن يحبها بدلا من سيلا، لكنه رفض. ومن شدة الغضب حولت سيرسي سيلا إلى وحش بحري، نصفه امرأة ونصفه سمكة، تنمو من وسطها رؤوس كلاب.
عاشت سيلا في كهف فوق مضيق مسينا قبالة دوامات شاريبديس، وعندما عبر أوديسيوس (يوليسيس باللاتينية) انقضَّت على ستة من رجاله.وهنا حاول البحارة اتخاذ ممرّ بين سيلا وشاريبديس.